# Eugenia Osterberger
Prudencia Eugenia Juana Osterberger Luard, conhecida simplesmente como Eugenia Osterberger, nascida em Santiago de Compostela a 20 de dezembro de 1852 e falecida em Niza a 8 de fevereiro de 1932, foi uma compositora galega do romanticismo. Filha de uma corunhesa e de um gravador e litógrafo alsaciano, Eugenia Osterberger logo mostrou interesse pela música, aprendendo desde menina a tocar o piano. Anos depois do seu regresso, depois de formar-se em França, casou-se com o engenheiro francês Francisco Saunier e instalou-se na cidade da Corunha. Na cidade herculina Osterberger manteve relação não só com destacadas personalidades da música galega do seu tempo, mas também da literatura, como Emilia Pardo Bazán, integrando na sociedade El Folk-Lore Gallego, que era presidida pela própria Emilia. Pelas suas trabalho no campo da música foi nomeada membro correspondente da Real Academia Galega quando esta se fundou em 1906. Em 1908 transferiu-se com a sua família à cidade de Niza, onde residiu até a sua morte.
A sua obra, em boa parte desconhecida, foi publicada pela editora de Canuto Berea na Corunha (editando obras puramente instrumentais), F. Laurens em Paris e as editoras de Benito Zozaya e Casa Dotesio em Madrid. As poucas obras conhecidas da compositora compostela incluem obras para piano e canções de salão para voz e piano. Além de de destacar na sua produção musical, Eugenia Osterberger participou em diversas iniciativas de dignificação da cultura galega.
Durante os anos em que residiu na Corunha salienta-se também a sua actividade pedagógica, contando-se entre as suas alunas Pilar Castillo, que logo seria uma pianista reconhecida internacionalmente e que possivelmente ocupou a cátedra de piano em Madrid.

## Eugenia Osterberger e a intelectualidade galega do seu tempo

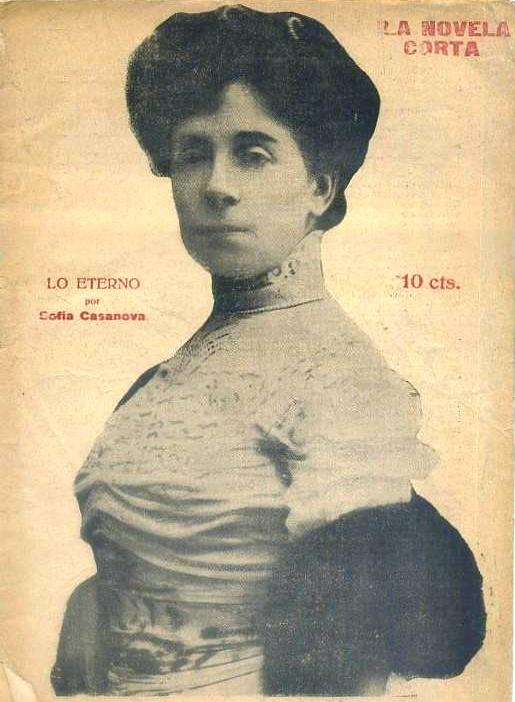
Sofía Casanova, escritora e amiga de Osterberger.

Osterberger manteve relações não apenas com personalidades destacadas da música galega de sua época, mas também da literatura, como Emilia Pardo Bazán. Na Corunha, no final do século XIX, uma importante elite cultural estava preocupada com a salvaguarda da língua e da tradição galegas. Eugenia Osterberger não era estranha a esta inquietação, compondo obras inspiradas em poemas por personalidades que participaram dessa tendência e utilizando a língua galega. Osterberger passaria a fazer parte da sociedade El Folk-Lore Gallego, presidida pela própria Bazán. Suas contribuições no campo da música lhe garantiram uma nomeação como membro correspondente da Real Academia Galega quando a mesma foi fundada em 1906.
Pode-se também salientar sua relação com a escritora e jornalista Sofía Casanova, a quem dedicou o poema Al fondear en la Coruña la Escuadra Francesa, e com quem teve correspondência. Ademais, Sofía Casanova possivelmente levou consigo as partituras das obras de Osterberger e outros músicos galegos a fim de divulgar seu trabalho na Polônia, tocadas por seu cunhado Josef Lutosławski, pai do que seria o famoso compositor e maestro polonês Witold Lutosławski. A relação de amizade entre a compositora e a escritora é demonstrada em uma carta publicada em La Voz de Galicia em 9 de setembro de 1898, na qual Casanova foi complacente se lamenta pela Guerra Hispano-Americana, e na qual seu carinho mútuo é apreciado.
Possivelmente também estabeleceu relações com a escritora ourense Filomena Dato, já que esta era muito amiga de Sofía Casanova e residia nas proximidades da cidade. Ademais, Osterberger pode-se inspirar em um poema seu para sua melodia galega Neve.
Por sua participação na Liga Gallega, grupo regionalista na Corunha, Osterberger também manteve contacto com figuras notáveis do Rexurdimento, como Manuel Murguía, Eduardo Pondal e Andrés Martínez Salazar, que assistiriam à despedida de Casanova celebrada na casa de Osterberger, na qual dedicaram à escritora e jornalista um pergaminho artístico.

## Obra
A obra de Eugenia Osterberger, em boa parte desconhecida, foi publicada pela editora de Canuto Berea Rodríguez na Corunha (editando obras puramente instrumentais), F. Laurens em Paris, e as de Benito Zozaya e Casa Dotesio en Madrid. As poucas obras conhecidas da compositora incluem obras para piano solo e canções de salão para voz e piano. A obra de Eugenia Osterberger encontra-se distribuída em diversos arquivos e bibliotecas na Espanha e na França: o Fondo Cartelle da Biblioteca Municipal de Estudos Locais da Corunha, o Fondo Berea do Arquivo da Deputação da Corunha, na Real Academia Galega de Belas Artes, no Arquivo do Círculo das Artes de Lugo, na Biblioteca Carlos Martínez Barbeito da Fundação Barrié, no Real Conservatório Superior de Música de Madrid, na Biblioteca Nacional da Espanha, na Biblioteca de Castela e Leão, no Arquivo Histórico de União Musical Espanhola, e na Biblioteca Nacional da França. Contudo, desconhece-se a dimensão real da súa obra, já que logo do estudo realizado por Beatriz López-Suevos e Rosario Martínez apenas se conheciam poucas dúzias de composições, uma das quais tinha o título de Opus 158.
Osterberger contribuiu para a criação de uma música acadêmica galega de raíz popular, com uma obra composta principalmente para piano solista e canções ou melodias galegas para voz e piano. Segundo Rosario Martínez, a obra de Osterberger "está à mesma altura que a dos compositores varões de seu tempo, como Baldomir ou Chané",, situando-a mesmo em um nível superior à música do próprio Chané ou à de Xoán Montes, já que, nas próprias palavras de Rosario Martínez, "fez música de outros estilos mais europeus que eles não fizeram". A formulação da produção de Osterberger, da mesma maneira que a deles, tem como ponto de partida a reivindicação e recuperação da cultura própria em diálogo com as correntes europeias de seu tempo. Nas palavras de Martínez: "Recuperam o autóctone, o nosso, mais numa cultura que emana do Romanticismo". A música de Osterberger é muito inspirada pelos estilos que em seu momento eram tendência na Europa, mas, não obstante, a compositora buscou nas letras de suas composições vocais a raiz popular e tradicional de sua Galiza natal.

## Eugenia Osterberger e a intelectualidade galega do seu tempo
Osterberger manteve uma relação não apenas com destacadas personalidades da música galega de sua época, mas também com literatura, como Emilia Pardo Bazán. Na Corunha, no final do século XIX, havia uma importante elite cultural preocupada em proteger a própria língua e tradição da Galiza. Eugenia Osterberger não estava alheia a essa preocupação, compondo obras inspiradas em poemas de personalidades que participavam dessa corrente e que usavam a língua galega. Osterberger se tornaria parte da sociedade El Folk-Lore Gallego, presidida por Emilia Pardo Bazán. Por suas contribuições no campo da música, ela foi nomeada membro correspondente da Royal Galician Academy quando foi fundada em 1906.